# Bayadha
Bayadha (în arabă البياضة) este o comună din provincia El Oued, Algeria.
Populația comunei este de 32.926 de locuitori (2008).